# Vitraux de l'abside de la cathédrale Notre-Dame de Chartres
Pour un article plus général, voir Vitraux de Chartres.

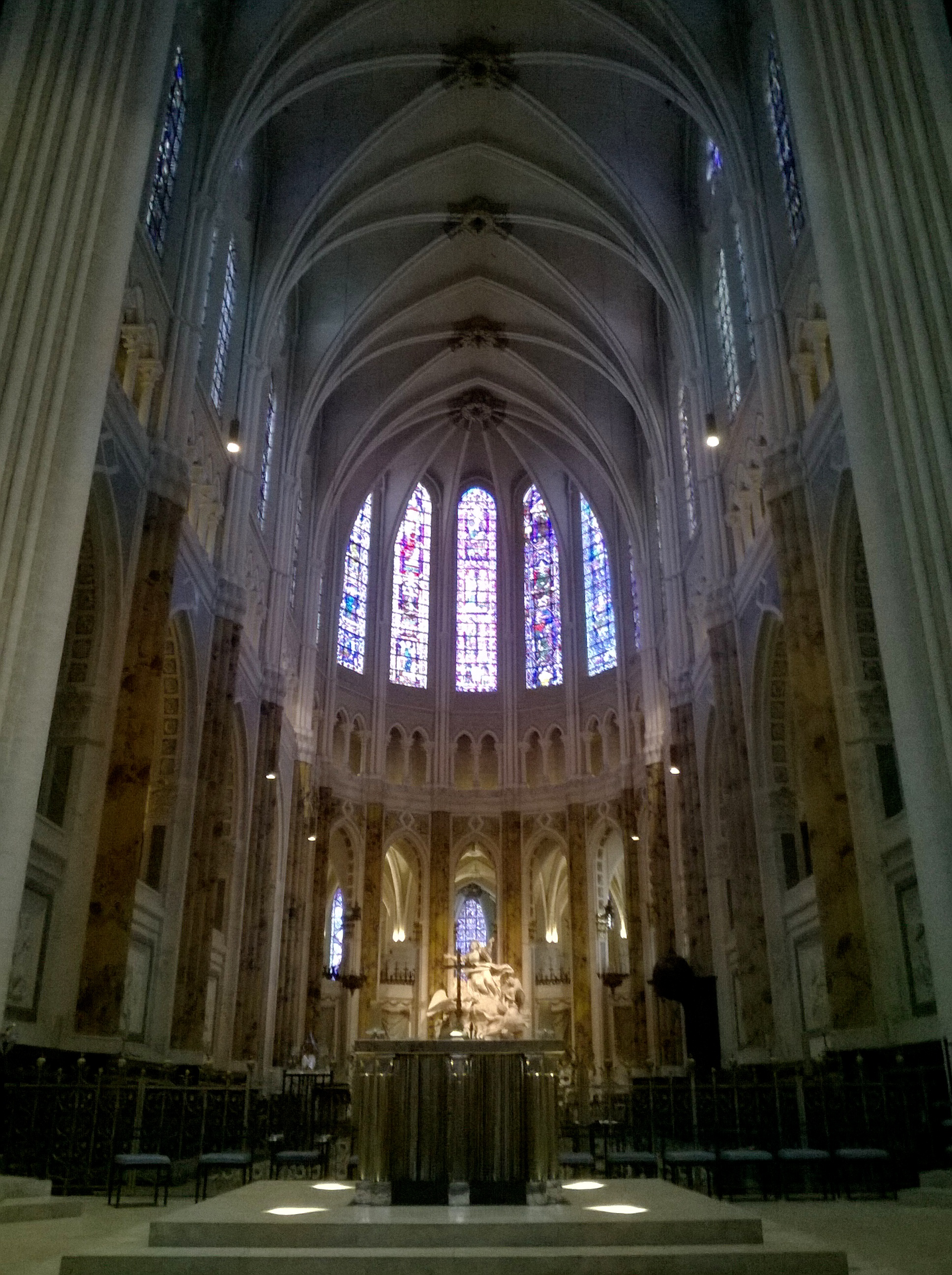
Chœur et rond-point de la cathédrale

Les verrières hautes de l'abside de la cathédrale Notre-Dame de Chartres se situent au fond de cette cathédrale, au deuxième étage de vitraux, situé au-dessus du triforium. Les baies portent les numéros 100 à 106 dans le Corpus vitrearum. La baie no 100 est la baie dans l'axe de la cathédrale.
Cet ensemble est donc le premier que le visiteur voit lorsqu'il entre par la porte royale du portail ouest. Du fond de la nef, toute la perspective converge vers la figure centrale de la Vierge Marie, qui trône au sommet du vitrail en position de sedes sapientiae, et qui reste très lisible malgré la distance, rappelant que la cathédrale est dédiée à Notre-Dame de l'Assomption.
Le vitrail de Notre-Dame est entourée de six grandes lancettes où les patriarches et prophètes y sont représentés tournés vers elle.
Cet ensemble homogène date de 1210-1225, et est contemporain de la construction de la cathédrale actuelle, au début du XIIIe siècle.

## Vue synoptique
Cet ensemble est dissimulé à la fois par les profondes voûtes rayonnantes du l'abside et par l'orientation des panneaux latéraux ; il ne se découvre progressivement en avançant dans la nef, et n'est entièrement visible que depuis le chœur, où chaque vitrail peut alors être lu individuellement. Étant alors destinés à être observés en contre-plongée très marquée, les vitraux présentent des figures relativement allongées pour compenser la perspective.
- Baie no 105 :
Changeurs,
Histoire de saint Pierre.
- Baie no 103 :
Bouchers,
Ézéchiel,
David,
Archange.
- Baie no 101 :
Donateur Gaufridus,
Aaron
Ange thuriféraire.
- Baie no 100 :
Boulangers,
Annonciation,
Visitation,
Vierge à l'Enfant.
- Baie no 102 :
Boulangers,
Moïse,
Isaïe,
Ange thuriféraire.
- Baie no 104 :
Pelletiers,
Daniel,
Jérémie,
Archange.
- Baie no 106 :
Changeurs,
Histoire de saint Jean-Baptiste.

Baie no 105 : Changeurs, Histoire de saint Pierre.
Baie no 103 : Bouchers, Ézéchiel, David, Archange.
Baie no 101 : Donateur Gaufridus, Aaron Ange thuriféraire.
Baie no 100 : Boulangers, Annonciation, Visitation, Vierge à l'Enfant.
Baie no 102 : Boulangers, Moïse, Isaïe, Ange thuriféraire.
Baie no 104 : Pelletiers, Daniel, Jérémie, Archange.
Baie no 106 : Changeurs, Histoire de saint Jean-Baptiste.

Bien que formant un programme thématique homogène, la composition de chaque verrière est traitée individuellement. On voit par exemple que si la plupart des baies se présentent en quatre registres verticaux, les séparations de ces registres ne sont pas alignées d'un vitrail à l'autre ; et la baie d'Aaron (centre gauche) n'est même composée que trois registres. Les vitraux sont donc bien destinés à être contemplés individuellement.
Dans cet ensemble de vitraux, la thématique centrale de cet ensemble est celle du passage de l'Ancienne Alliance à la Nouvelle Alliance, par le Christ, et grâce à Marie.
Les deux verrières de Pierre et Jean Baptiste tiennent plus des verrières historiées que des grands tableaux que présentent les verrières centrales, mais font néanmoins partie du même programme qui représente le passage de l'Ancien au Nouveau Testament.
- Dans le programme iconographique, le vitrail de Pierre souligne que l'Église est la seule héritière légitime du Christ, à présent seule source des sacrements[1].
- Le vitrail de Jean Baptiste montre à la fois le dernier prophète de l'Ancien Testament et le premier témoin du Nouveau Testament, puisque c'est lui qui baptise le Christ[1] — autre allusion aux sacrements.

## Ave Maria
Le vitrail central, numéroté 100 dans le Corpus vitrearum, reprend les trois scènes qui composent le Je vous salue Marie dans sa version actuelle : de bas en haut « Je te salue, toi à qui une grâce a été faite; le Seigneur est avec toi » de l'Annonciation faite par l'Ange Gabriel (Lc 1:28) ; au milieu « Tu es bénie entre les femmes, et le fruit de ton sein est béni » que s'écrie sa cousine Élisabeth lors de la Visitation ; en haut, première vision de celui qui entre dans la cathédrale par le portail ouest, l'illustration de cette « Sainte Marie, Mère de Dieu », à qui le pèlerin arrivé à Chartres va adresser sa demande de « prier pour lui, pauvre pécheur », afin qu'il lui soit accordé les faveurs en vue desquelles il a fait son pèlerinage.
Au XIIIe siècle, la récitation du Ave Maria a été recommandée par divers conciles régionaux, mais seule la première partie de la prière existait à cette époque. La seconde partie, exprimant la supplication, ne s'est répandue que vers le XVIe siècle. Il n'en demeure pas moins que la première partie de cette prière fait l'objet d'une promotion active au XIIIe siècle, lors de l'élaboration de ce vitrail ; les deux panneaux inférieurs peuvent donc être vus comme un rappel de cette promotion.
Les trois scènes, stylisées et expressives, permettent de reconnaître d'emblée le sujet évoqué. Comme de coutume, les trois scènes sont présentées chronologiquement de bas en haut, mais l'ordre de lecture de ces tableaux est en réalité assez indifférent.
| En haut, la position de la Vierge à l'Enfant en sedes sapientiae est un thème récurrent dans la cathédrale. C'est ici la représentation de « Sainte Marie, Mère de Dieu ». Ici, le Christ est représenté faisant un geste de bénédiction, et tenant dans sa main gauche un globe signe de sa royauté universelle. Il est symboliquement représenté chauve, signe de sa maturité et de sa Sagesse universelle. Marie (qui tient une fleur de lys, symbole de virginité) est assise sur un trône qui repose sur sept colonnes (elles sont rouges à chapiteau vert, et partiellement occultées par la ferronnerie), rappelant que « La sagesse a bâti sa maison, Elle a taillé ses sept colonnes ». Abritant le Christ, Marie est ici représentée comme le temple abritant la Sagesse, elle symbolise ainsi à la fois l'Église et l'Arche de la Nouvelle Alliance. Ce thème sera repris dans les autres vitraux, par les chérubins qui l'entourent. |
| Au milieu, la scène de la Visitation. Marie (à droite) rend visite à sa cousine Élisabeth (à gauche), qui de sa main accompagne sa déclaration « le fruit de ton sein est béni ». L'iconographie rappelle ici encore le passage entre Ancienne et nouvelle alliance : - Élisabeth est enceinte de Jean Baptiste, considéré comme le dernier prophète de l'Ancien Testament et le sommet de l'Ancienne Alliance, dont le Christ dira « Je vous le dis, parmi ceux qui sont nés de femmes, il n'y en a point de plus grand que Jean ; cependant, le plus petit dans le royaume de Dieu est plus grand que lui ». - Marie, qui lui fait vis-à-vis, est symétriquement enceinte de Jésus, à l'origine de la Nouvelle Alliance et du Nouveau Testament. L'une et l'autre tiennent un livre fermé à la main, Bible fermée symbole des deux enfants qu'elles portent, et qui ne se sont pas encore révélés à ce stade. |
| En bas, l'Annonciation. L'ange Gabriel annonce à Marie qu'elle va enfanter le Christ : « voici, tu deviendras enceinte, et tu enfanteras un fils, et tu lui donneras le nom de Jésus. Il sera grand et sera appelé Fils du Très-Haut, et le Seigneur Dieu lui donnera le trône de David, son père ». Une colonne centrale sépare Marie, qui appartient au monde terrestre, et Gabriel, qui appartient au monde céleste ; la scène évoque ainsi la double nature humaine et divine du Christ. Mais cette nature n'est pas encore révélée, ce que symbolise le livre que Marie tient à sa main. L'ange a au bout de son doigt une fleur de Lys, qui dans la symbolique de l'iconographie chrétienne représente la virginité. C'est un rappel ici de la conception virginale de Marie, « Marie dit à l'ange: Comment cela se fera-t-il, puisque je ne connais point d'homme? L'ange lui répondit: Le Saint-Esprit viendra sur toi, et la puissance du Très-Haut te couvrira de son ombre. C'est pourquoi le saint enfant qui naîtra de toi sera appelé Fils de Dieu ». De fait, on voit au-dessus de Marie le Saint-Esprit venir sur elle, sous la forme traditionnelle d'une colombe. L'Évangile selon Luc net en parallèle l'annonce faite à Marie et celle faite à Zacharie, illustrée dans cette même abside sur le troisième vitrail de gauche : dans les deux cas, Gabriel annonce une naissance future, et dans des deux cas, son interlocuteur s'interroge. Mais alors que Zacharie reste incrédule et est sanctionné de ce fait par un « signe », Marie reçoit comme témoignage le même signe, la future naissance de Jean Baptiste, signe qui la conduit à la scène de la Visitation. |

## Ancienne et Nouvelle Alliance
Les personnages bibliques représentés dans cette série illustrent, d'une manière ou d'une autre, ce qui a fait cette correspondance du passage de l'Ancienne Alliance à la Nouvelle Alliance, par le Christ, et grâce à Marie. Ils sont appelés dans cette représentation pour témoigner de cela.

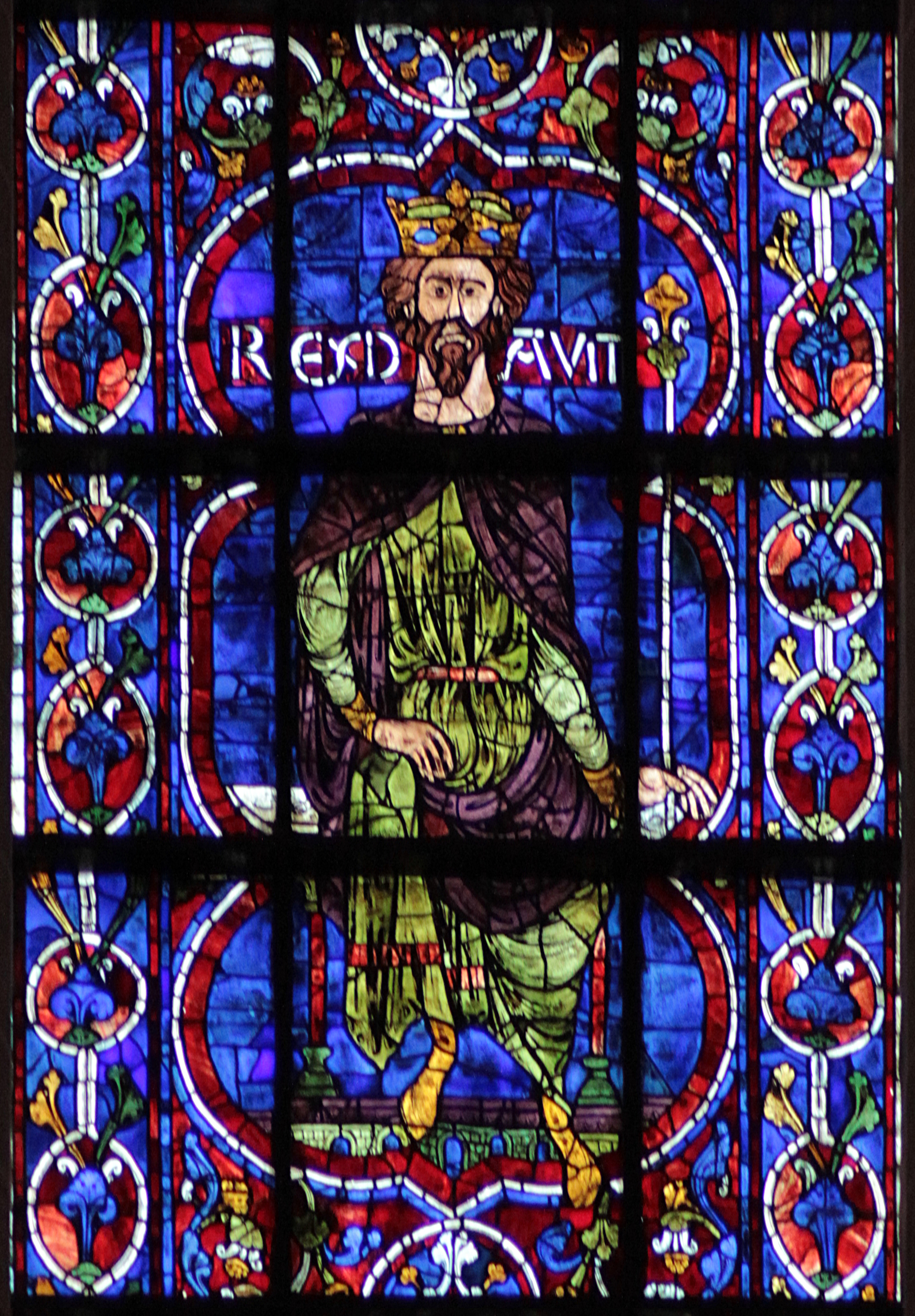
David Baie 103.
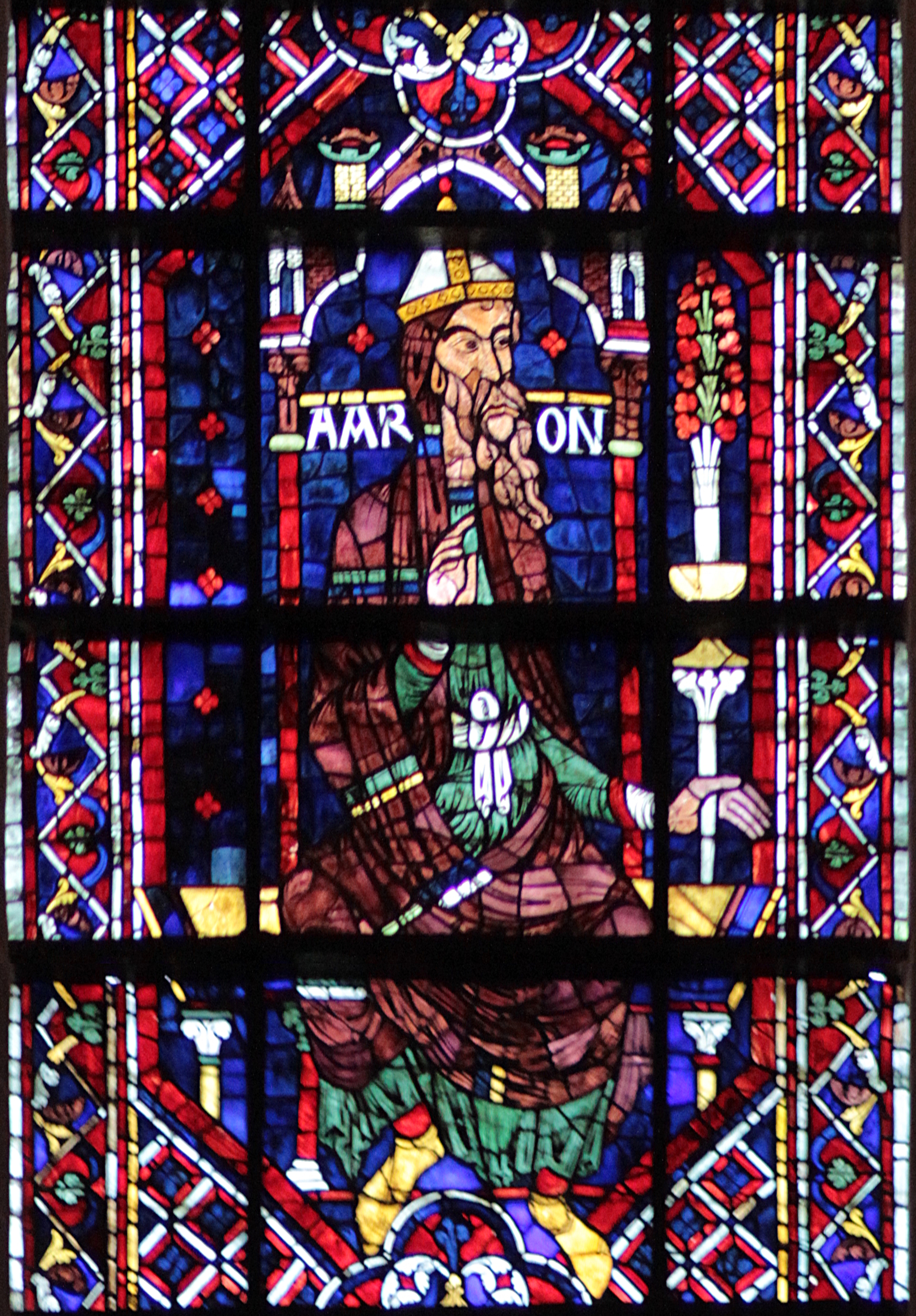
Aaron Baie 101.
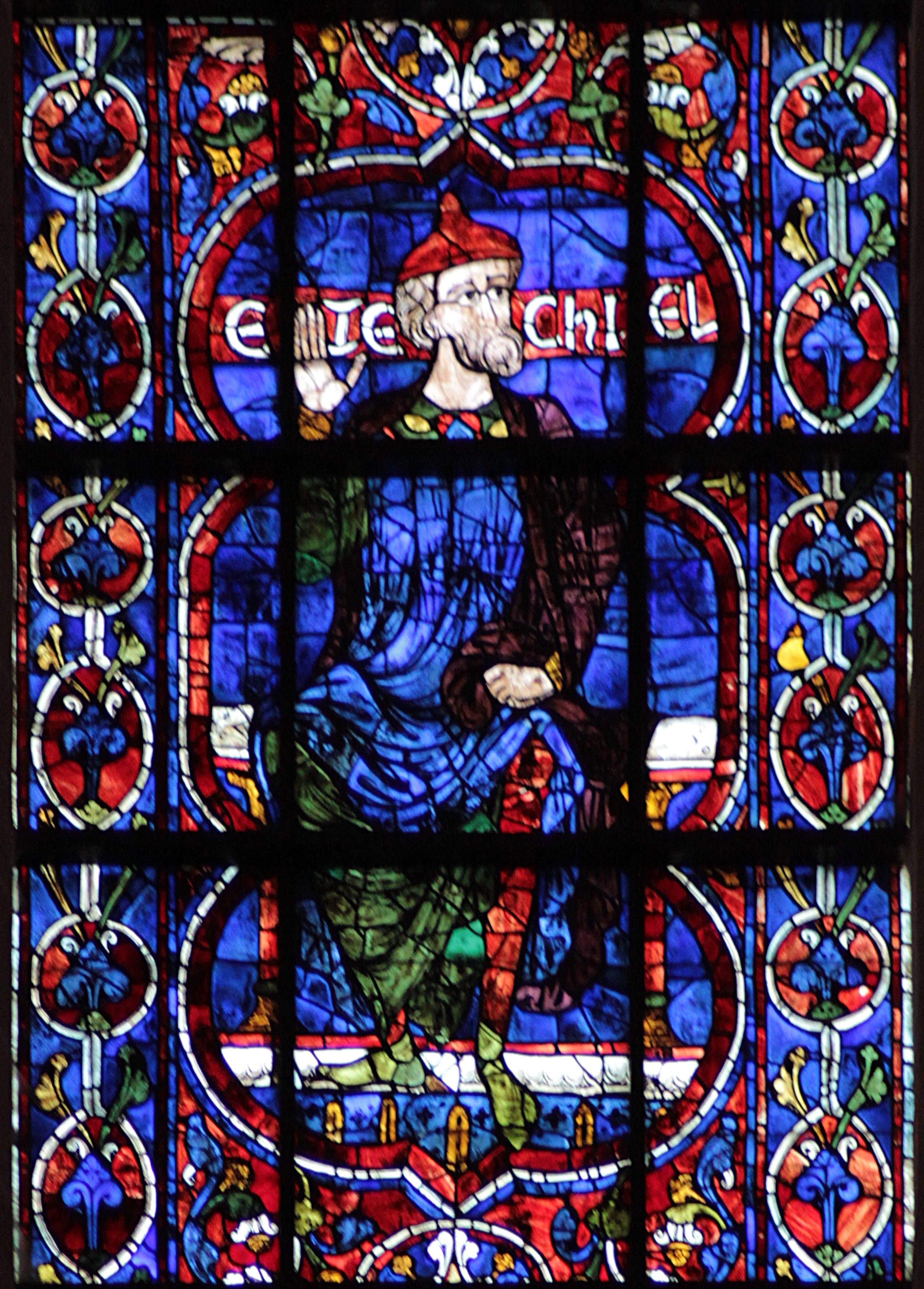
Ezéchiel Baie 103.
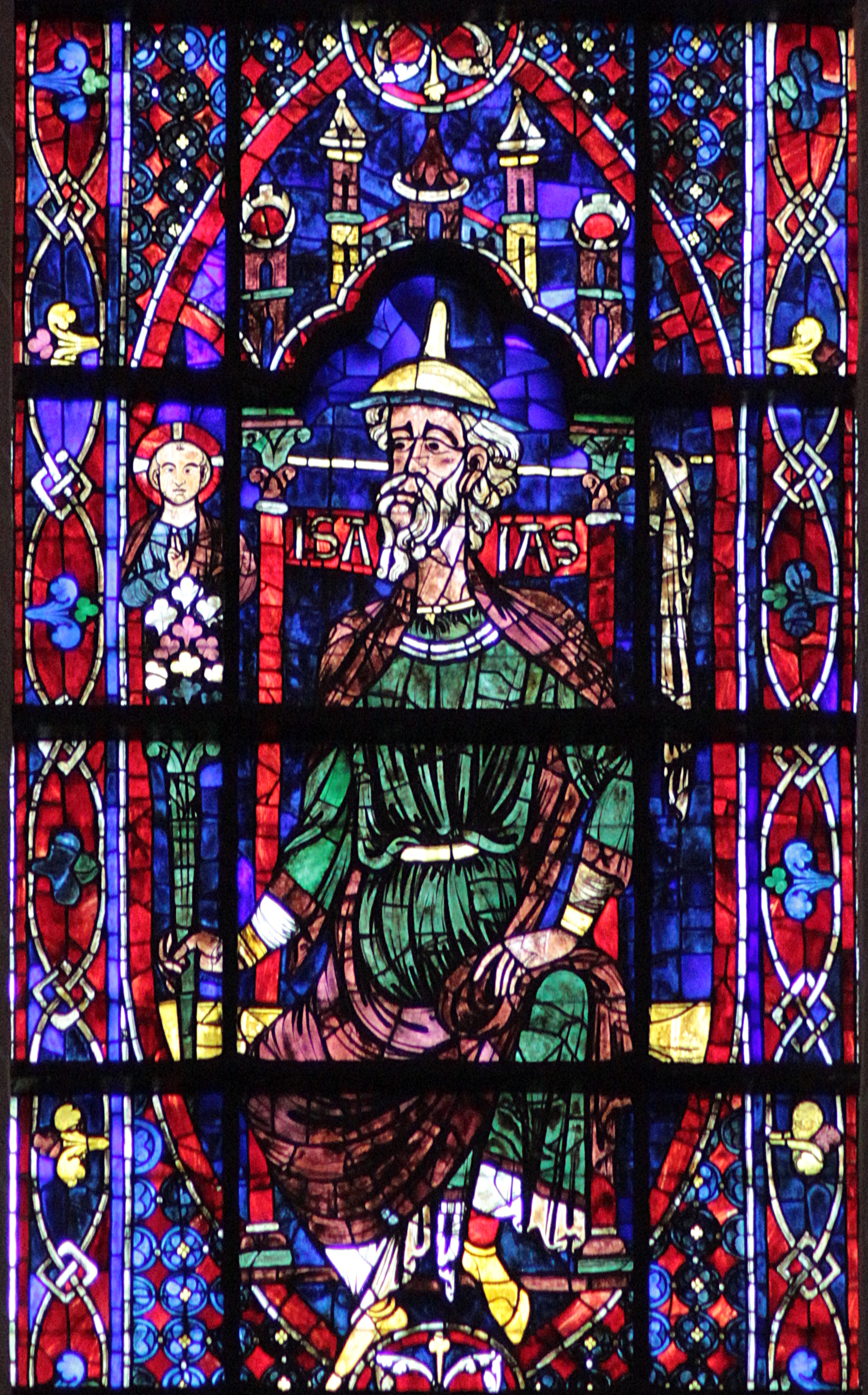
Isaie Baie 102.
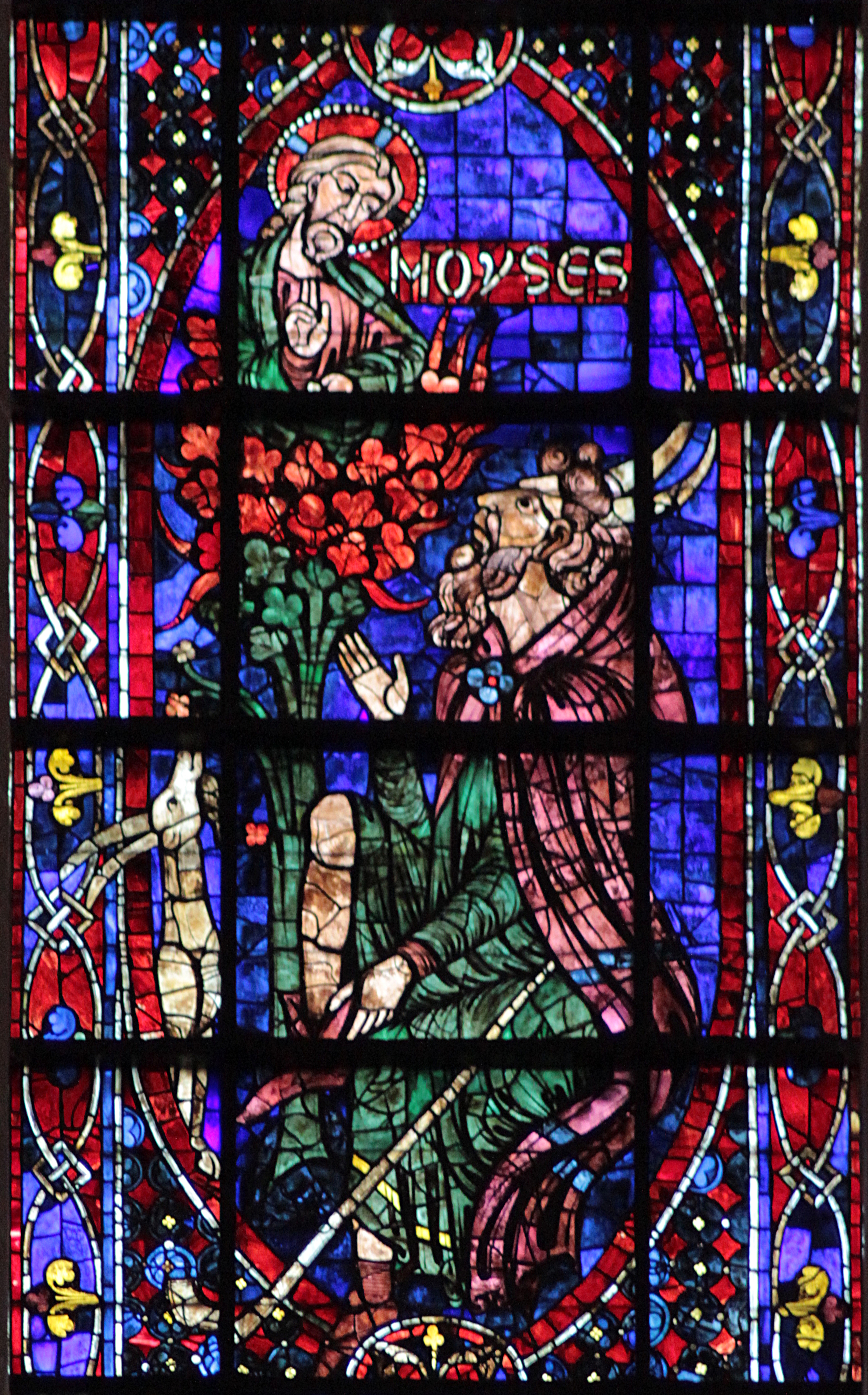
Moïse Baie 102.
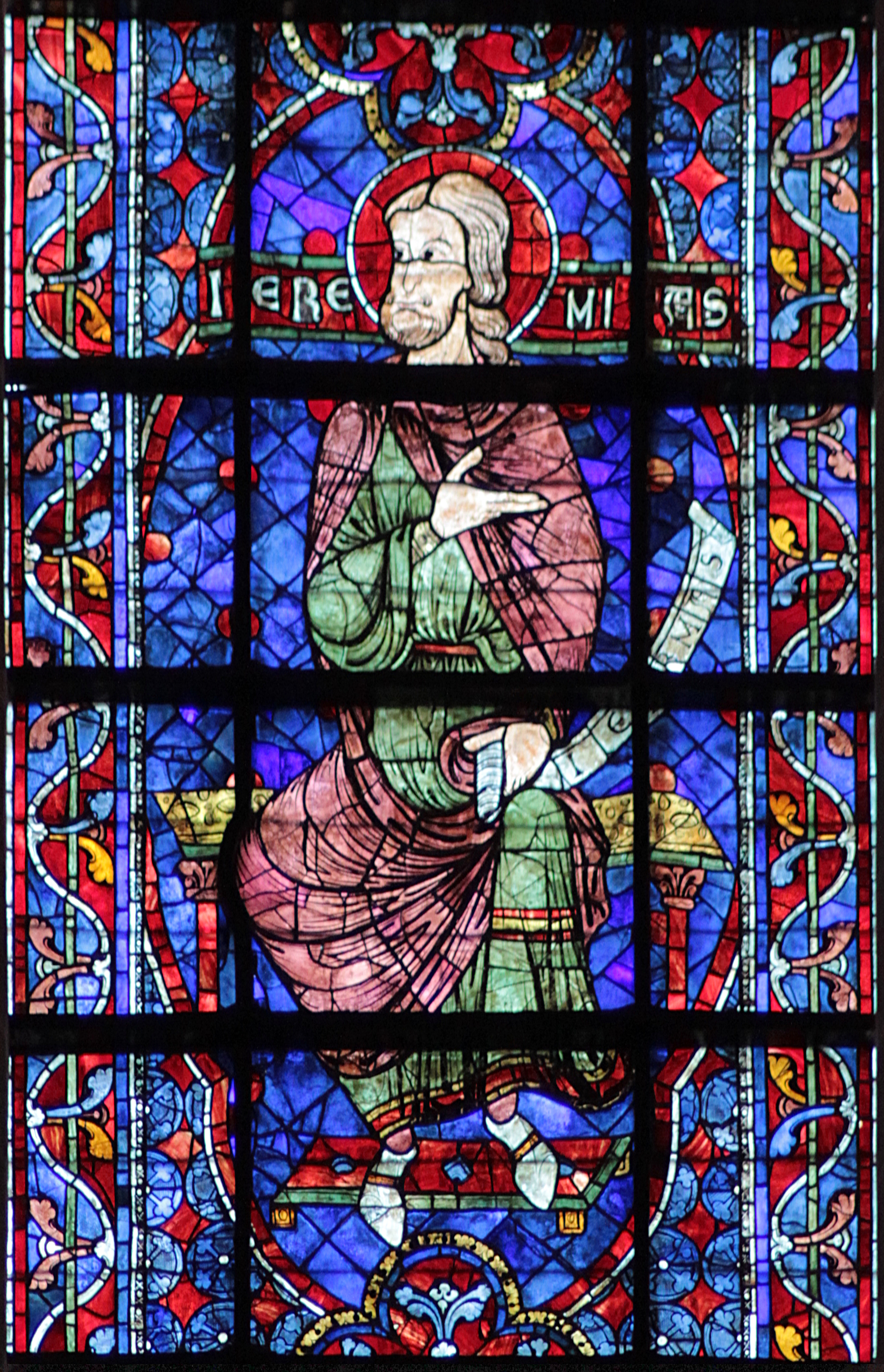
Jérémie Baie 104.
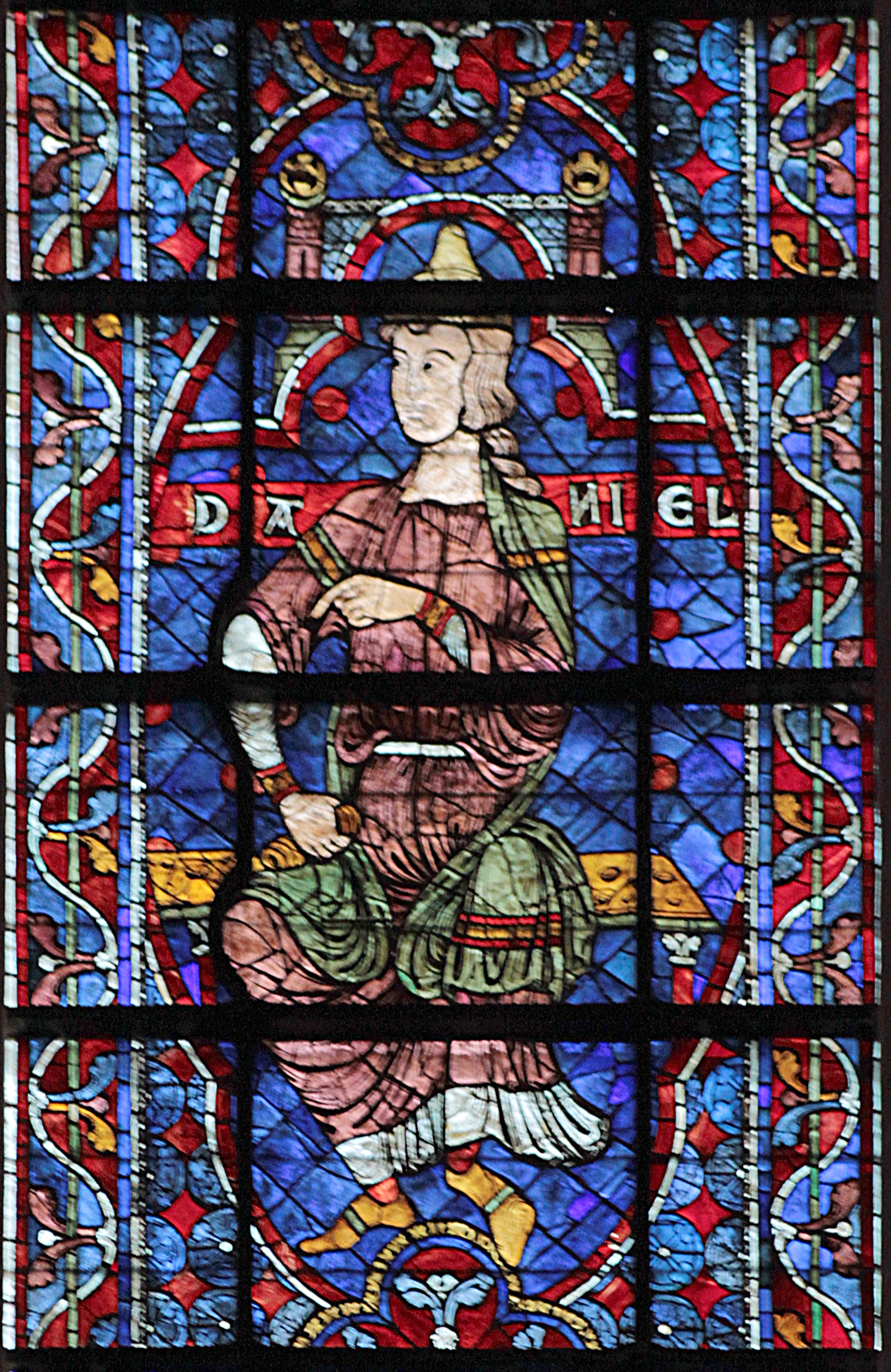
Daniel Baie 104.

À gauche, les deux vitraux du centre gauche, numérotés 101 et 103, soulignent les trois natures du Christ, à la fois prêtre, prophète et roi, qui furent prophétisées par trois grandes figures bibliques.
- Le « roi » est représenté par David, roi par excellence.
David est le seul personnage de la série qui ne regarde pas la Vierge. Son sceptre fleuri rappelle probablement qu'à travers l'arbre de Jessé il est l'ancêtre de Marie et du Christ. Simplement évoqué ici, ce thème est amplement développé par le vitrail de l'arbre de Jessé de Chartres, sur le portail ouest[1], antérieur au présent vitrail.

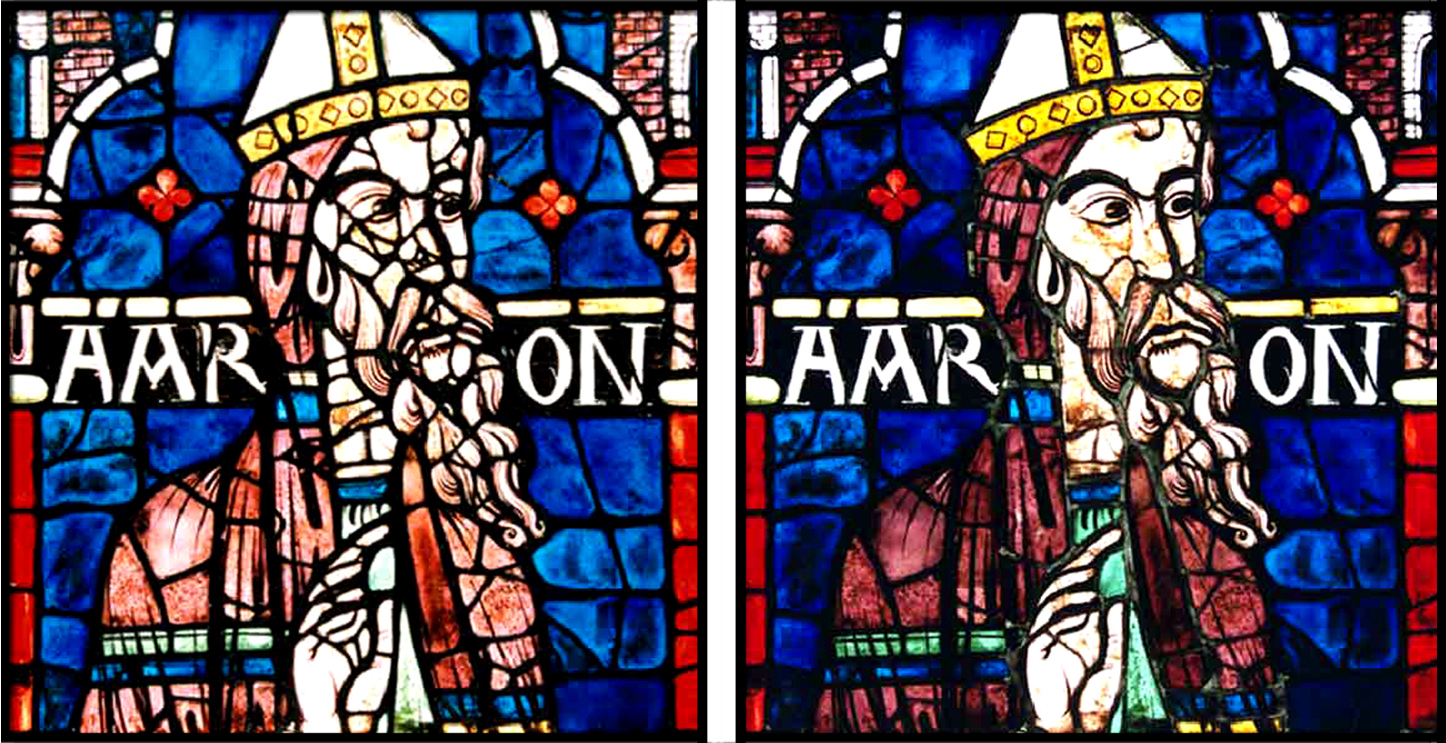
Portrait de Aaron, avant et après restauration par Claire Babet (2016).

- Le « prêtre » est représenté par Aaron, père de tous les Cohen et donc de tous les prêtres du judaïsme, et de ce fait prêtre par excellence.
Ici, Aaron est coiffé du chapeau pointu désignant fréquemment les juifs dans l'iconographie, mais cette coiffe est bordée d'une décoration dorée qui rappelle la forme de la tiare, soulignant la continuité de la fonction sacerdotale entre l'Ancienne et la Nouvelle Alliance.
Dans sa main gauche, il tient un bâton fleuri sur lequel broche un calice[1]. Le bâton est celui qui a fleuri en étant placé dans le Tabernacle, « elle avait poussé des boutons, produit des fleurs, et mûri des amandes »[Bible 6]. Les Pères de l'Église y ont vu l'image de la tige de Jessé qui par Marie fleurit en Christ. Le calice, qui rappelle la Cène, souligne cette association.
- Le « prophète » est représenté par Ézéchiel — qui n'est pas de son côté « prophète par excellence », lequel serait plutôt Isaïe.
Le choix d'Ézéchiel se comprend ici en relation avec la Vierge Marie, thème central du programme, à cause de la prophétie du livre d’Ézéchiel sur la porte du Temple qui abrite la Divinité : « l’Éternel me dit: Cette porte sera fermée, elle ne s'ouvrira point, et personne n'y passera; car l’Éternel, le Dieu d'Israël est entré par là. Elle restera fermée ». La tradition chrétienne y a vu l'annonce de la virginité perpétuelle de Marie[1].

À droite, les deux vitraux centraux du centre droit, numérotés 102 et 104, sont un rappel des prophéties concernant le Christ, à travers quatre prophètees :
- Isaïe est représenté pour sa prophétie « Un rameau sortira de la souche de Jessé, père de David, un rejeton jaillira de ses racines. Sur lui reposera l’esprit du Seigneur »[Bible 7]. Cette prophétie avait été amplement illustrée par le vitrail de l'Arbre de Jessé du portail ouest, déjà existant à cette époque.
- Moïse est représenté devant le Buisson ardent, dans lequel Dieu (représenté ici avec le limbe crucifère  de la divinité, représentant le plus souvent le Christ) se révèle. Moïse est traditionnellement identifié par ses cornes, rappel des deux rayons de lumière (littéralement, des « cornes ») qui sortaient de sa tête à sa descente du Sinaï, avec les tables de la Loi, « il ne savait pas que la peau de son visage rayonnait, parce qu'il avait parlé avec l’Éternel »[Bible 8]. De ce fait, la représentation est ici anachronique, puisque l'épisode du buisson ardent se situe avant le don des tables de la Loi.
Moïse représente la Loi de l'Ancienne alliance, et derrière lui, dans le vitrail suivant, Daniel annoncera la Nouvelle Alliance.
- Jérémie est ici le seul prophète à  être représenté nu-tête et ceint d'un limbe. C'est le prophète qui annonce la nouvelle alliance : « Voici venir des jours, où je conclurai avec la maison d’Israël et avec la maison de Juda une alliance nouvelle »[Bible 9].
Le Christ évoque cette parole lorsqu'il dit lors de la Cène « Cette coupe est la nouvelle Alliance en mon sang répandu pour vous » (Lc 22:20)[1]. C'est cette même coupe que l'on retrouve à gauche, entre les mains d'Aaron.
- Sous Jérémie, Daniel est représenté avec le bonnet caractérisant les juifs dans l'iconographie, et suivant la tradition jeune et imberbe. Il annonce la Nouvelle Alliance par « le Dieu des cieux suscitera un royaume qui ne sera jamais détruit, et qui ne passera point sous la domination d'un autre peuple; il brisera et anéantira tous ces royaumes-là, et lui-même subsistera éternellement »[Bible 10].

La composition asymétrique des registres, dans l'ensemble des vitraux, est peut-être imposée par le nombre de « prophètes » témoignant de la venue du Christ : ces trois figures et quatre prophètes sont représentés par les sept piliers qui soutiennent le trône de la Vierge, au sommet du vitrail central.

## Les anges et les séraphins
|            |  |  |
| Cherubims. |  |  |

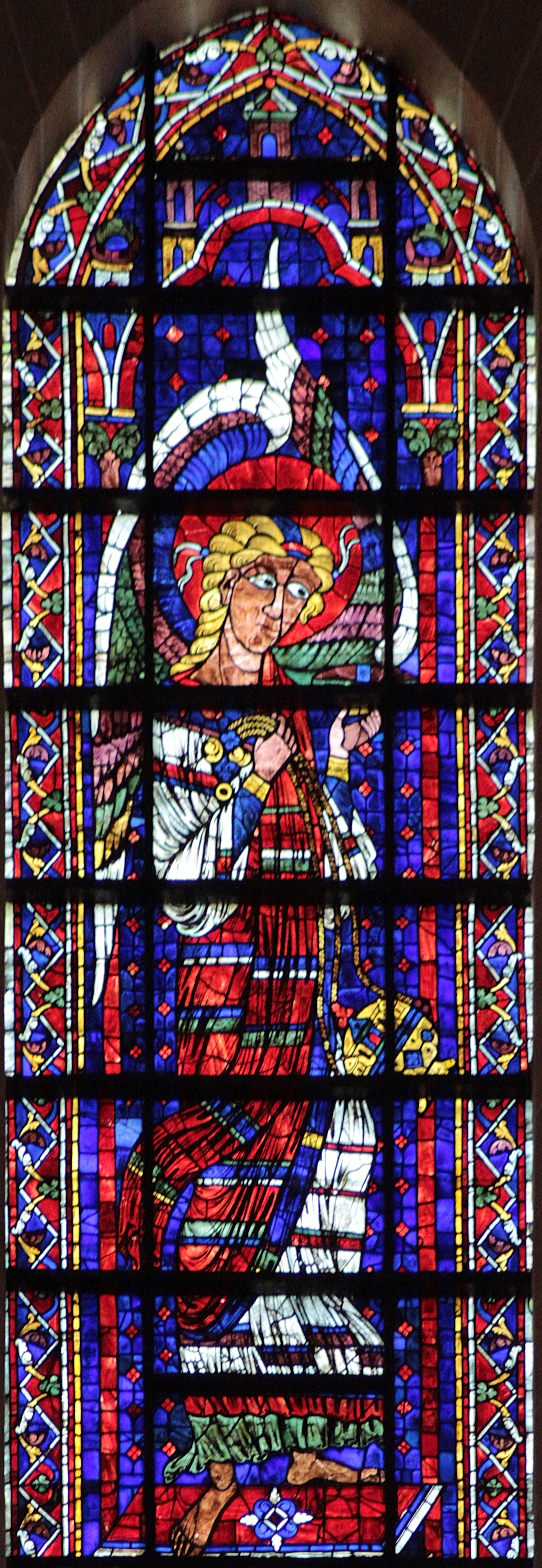
Thuriféraire géant.

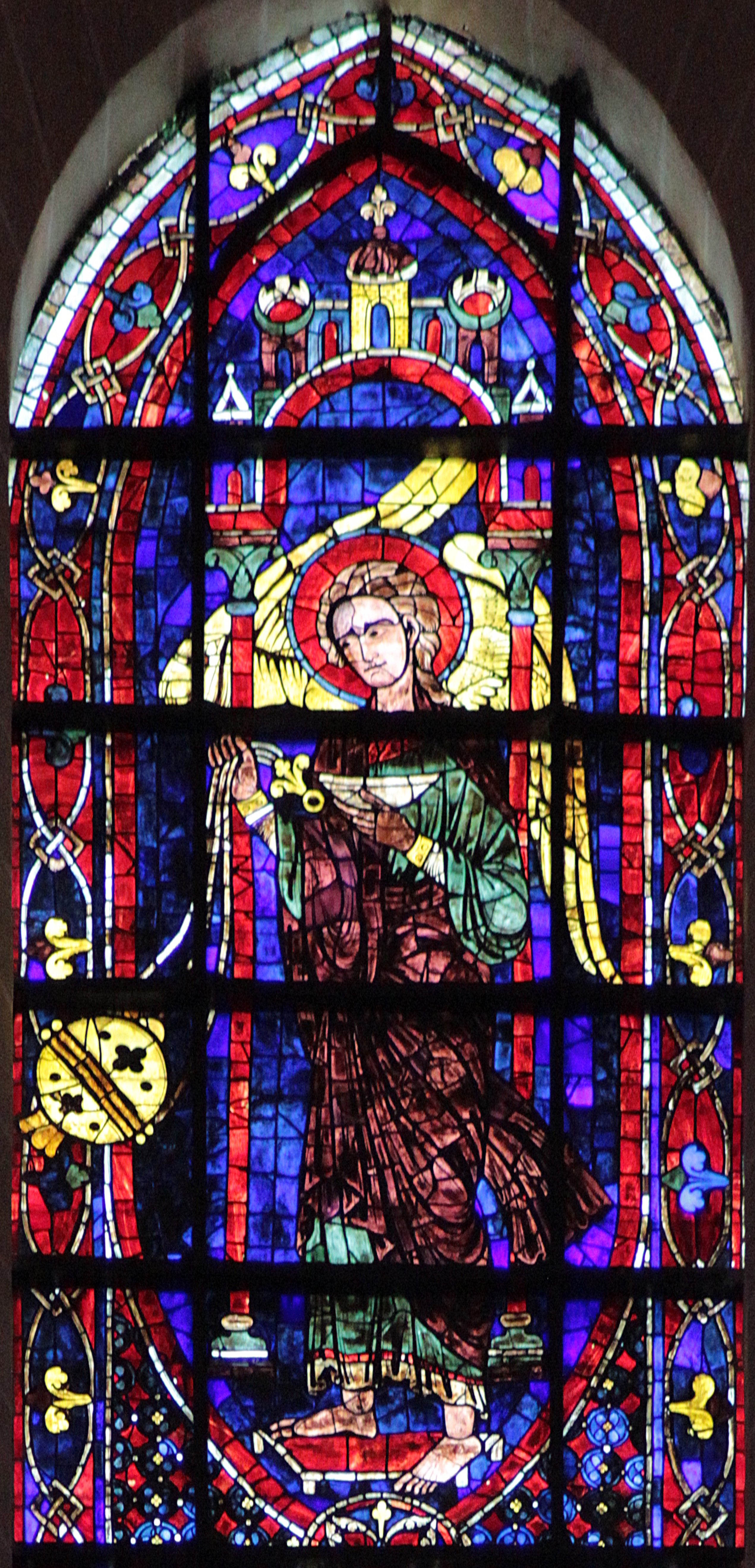
Thuriféraire.

Au niveau supérieur, la Vierge Marie est entourée à droite et à gauche par deux anges thuriféraires (portant un encensoir), qui la regardent en l'encensant. Ici, les deux anges thuriféraires manifestent la glorification de la Vierge Marie et affirment sa sainteté
Les anges thuriféraires ne sont pas symétriques, celui de gauche appartenant à un vitrail de trois étages. Sa figure de six mètres de haut paraît démesurée par rapport à celle de son vis-à-vis.
Dans la liturgie chrétienne, l'encens est le symbole désignant la divinité : on encense l'Autel et la Croix, objets sacrés, on encense le prêtre en tant qu'il agit in personna Christi, et on encense l'assemblée pour rappeler la divinité qui habite les baptisés. Ces anges manifestent donc ici la sainteté de la Vierge.
Ces deux anges ont une aile pointée vers le ciel et l'autre vers la terre, rappelant le rôle fondamental de l'ange, qui est d'être un messager du Ciel vers la Terre. Ici, le rôle de l'Ange intermédiaire entre Dieu et les Hommes rappelle en parallèle celui de Marie, « médiatrice de toutes les grâces », que le pèlerin vient ici prier dans son sanctuaire.
Deux autres anges les encadrent, dont la place dans la hiérarchie céleste est incertaine. Il peut s'agir de séraphims, reconnaissables à leurs six paires d'ailes,, qui entourent normalement le trône de Dieu. Mais ici leurs ailes sont couvertes d'yeux, pour signifier que rien n'échappe à leur regard, ce qui peut en faire également des chérubins, les gardiens de l'Arche d'alliance,.
La présence de ces deux anges gardiens affirme en tout cas la sainteté et le caractère unique de l'objet central, ici, la Vierge à l'Enfant, image centrale de la cathédrale de Chartres. L'image de la Vierge à l'Enfant comme représentant l'Arche abritant la Nouvelle Alliance est un classique de l'iconographie chrétienne.

## Vitrail de Saint Pierre
À gauche, le vitrail, numéroté 105, illustre l'histoire de saint Pierre. Il se lit de haut en bas :
| La scène du haut représente Pierre, cette fois-ci en habits pontificaux et portant le pallium, face au Christ. Pierre est représenté avec le bonnet conique coiffant traditionnellement les Juifs, mais ce bonnet préfigure la tiare pontificale par les deux rubans qui en pendent. La scène peut être interprétée comme représentant celle du Quo vadis, Domine ? (Où vas-tu, Seigneur ?), un passage des Actes de Pierre où celui-ci, fuyant les persécutions de Rome, croise le Christ qui à sa question répond « Je vais à Rome pour être de nouveau crucifié » (ce sur quoi Pierre, vexé, retourne à Rome pour y être finalement martyrisé),. Alternativement, et plus probablement il peut s'agir d'une représentation mettant en parallèle le Christ et de Son représentant sur terre, chacun portant ses attributs : la croix pour l'un, la clef pour l'autre, la clef ayant une forme de croix. |
| La scène intermédiaire illustre l'épisode des actes des Apôtres où Pierre croyant rêver est délivré de sa prison par un ange : « L'ange lui dit : Enveloppe-toi de ton manteau, et suis-moi. Pierre sortit, et le suivit, ne sachant pas que ce qui se faisait par l'ange fût réel, et s'imaginant avoir une vision. Lorsqu'ils eurent passé la première garde, puis la seconde, ils arrivèrent à la porte de fer qui mène à la ville, et qui s'ouvrit d'elle-même devant eux; ils sortirent, et s'avancèrent dans une rue. ». On peut voir à leurs pieds, en miniature, les murailles de la ville et les soldats endormis, en tenue médiévale. Pierre a encore une chaîne à sa cheville gauche, on le reconnaît ici à sa représentation traditionnelle, chauve et les cheveux frisés. |
| La scène du bas représente le Christ (reconnaissable à la croix ornant son limbe) remettant à Pierre les clefs du Paradis, suivant Matthieu : « Je te donnerai les clefs du royaume des cieux: ce que tu lieras sur la terre sera lié dans les cieux, et ce que tu délieras sur la terre sera délié dans les cieux. ». On reconnaît Pierre à son attribut traditionnel, les « clefs de Saint Pierre » ; il est traditionnellement représenté chauve et les cheveux frisés. |

Tout en bas, le panneau représente les donateurs : deux changeurs à leur échoppe discutent avec deux clients.
Ce vitrail a été restauré par les donations recueillies par l'association Chartres sanctuaire du Monde.

## Vitrail de saint Jean Baptiste
À droite de l'ensemble, le vitrail, numéroté 106, évoque les épisodes de la vie de saint Jean Baptiste, qui par lui-même fait le lien entre l'Ancien et le Nouveau Testament. De même que celui de l'histoire de Pierre, il se lit chronologiquement de bas en haut.
| En haut, le baptême du Christ. Jean, à gauche (donc à la droite du Christ) étend la main sur le Christ dans un signe de bénédiction, pendant que le Christ lui-même fait un signe de bénédiction sur le spectateur. À droite, un disciple de Jean (sans limbe) tient ses habits. La scène représente le moment où pendant le baptême, « voici que les cieux s'ouvrirent : il vit l'Esprit de Dieu descendre comme une colombe et venir sur lui. Et voici qu'une voix venue des cieux disait : " Celui-ci est mon Fils bien-aimé, qui a toute ma faveur" ». On voit au-dessus du Christ la colombe nimbée de rouge fondre sur la tête du Christ, et en médaillon, au-dessus, le Père céleste qui déclare au monde que le Christ est son fils bien-aimé. Le Père est classiquement représenté comme le Fils avec un limbe portant une croix ; ici il reprend les traits mêmes du Christ, illustrant par ailleurs la parole de celui-ci, « Celui qui m'a vu a vu le Père ». En médaillon, deux petits personnages semblent être à la source de l'eau du Jourdain, dans laquelle le Christ est plongé à mi-corps. |
| Au milieu, Jean désigne à ses disciples l'« Agneau de Dieu » : « Voici l'Agneau de Dieu, qui ôte le péché du monde ». Celui-ci est représenté sous la forme symbolique d'un Agnus Dei classique : un agneau blanc, souvent nimbé, tenant une bannière chargée d'une croix. Jean est nimbé de rouge, rappelant son futur martyre, où il sera décapité sur l'ordre d'Hérode. Il est représenté pieds nus, comme les prophètes, alors que les deux personnages qui l'entourent sont chaussés de vert. Le fond rouge rappelle le sang du Christ, versé pendant le martyre de la Passion, mais le liseré blanc évoque l'hostie, « corps du Christ » dans laquelle se réalise cette « présence réelle ». Le geste de Jean Baptiste renvoie ici directement aux paroles liturgiques prononcées par le prêtre au moment de l'élévation de l'hostie consacrée : « Ecce Agnus Dei », voici l'Agneau de Dieu, présent en son corps et son sang, sous les deux espèces que sont le pain et le vin consacrés. |
| En bas, Zacharie est montré en train d’accomplir son service de l'Autel, au centre, qu'il encense avec un encensoir : « il fut désigné par le sort, suivant l’usage des prêtres, pour aller offrir l’encens dans le sanctuaire du Seigneur ». « L’ange du Seigneur lui apparut, debout à droite de l’autel de l’encens », et l'ange annonce à Zacharie qu'il va avoir un fils de sa femme Élisabeth, malgré l'âge avancé de celle-ci : « L’ange lui dit : « Sois sans crainte, Zacharie, car ta supplication a été exaucée : ta femme Élisabeth mettra au monde pour toi un fils, et tu lui donneras le nom de Jean ». La composition est la même que celle de l'Annonciation, au vitrail central : une colonne sépare Zacharie, qui appartient au royaume terrestre, de l'Ange qui appartient au royaume céleste. L'autel est à cheval sur la colonne séparatrice, manière symbolique de montrer que l'Autel fait le lien entre ces deux royaumes. De même que Marie, Zacharie reste perplexe devant l'annonce de l'Ange : Zacharie dit à l’ange : « Comment vais-je savoir que cela arrivera ? Moi, en effet, je suis un vieillard et ma femme est avancée en âge. » L’ange lui répondit : « Je suis Gabriel et je me tiens en présence de Dieu. J’ai été envoyé pour te parler et pour t’annoncer cette bonne nouvelle. Mais voici que tu seras réduit au silence et, jusqu’au jour où cela se réalisera, tu ne pourras plus parler, parce que tu n’as pas cru à mes paroles ; celles-ci s’accompliront en leur temps ». |

## Les donateurs
De gauche à droite, on reconnaît :
| Les changeurs : deux changeurs à leur échoppe discutent avec deux clients. |
| Les bouchers : Un boucher s'apprête à fendre la tête d'un bovidé entravé et aveugle. Devant lui un chien contemple la scène, au mur est suspendue une carcasse de sanglier en cours de dépeçage. |
| Gaufridus et sa famille. Ils sont représentés classiquement, agenouillés et priant. L'aîné des enfants porte une hampe à laquelle est accrochée une bannière blanche portant une botte rouge, peut-être l'insigne d'une corporation ou les armes de la famille. Le plus jeune porte un encensoir et une navette à encens. Il s'agit du chevalier (miles) Geoffroy de Dillonvilliers de Gallardon, Eremburge, sa femme, et Raoul, leur fils aîné, qui apparaissent dans le capitulaire chartrain en 1210 et 1212. |
| Les boulangers : Deux hommes portent une corbeille de pain suspendue à un bâton. La composition de la scène est identique à celle de Caleb et Josué rapportant à Moïse une grappe géante de la Terre Promise, que l'on retrouve dans le vitrail de la Rédemption. Cette grappe symbolise traditionnellement le Christ, le parallèle suggère donc que le pain ainsi transporté est du pain bénit, voire des hosties consacrées. Les hommes emportant un panier plein de pains évoquent également l'épisode de la multiplication des pains, à la suite duquel « on emporta douze paniers pleins des morceaux qui restaient » (Mt 14:20). Placé sous la Vierge que l'on viendra prier pour son intercession, cet épisode rappelle donc ici la grâce surabondante qui peut en être attendue : « là où le péché a abondé, la grâce a surabondé ». |
| Les boulangers : Un boulanger tend un pain à un client. Il peut s'agir d'une distribution, faite à l'entrée de la cathédrale à l'occasion de grandes fêtes, de pain bénit (donc gratuit, d'où l'expression). |
| Les pelletiers : À droite, un fourreur montre à un client une pièce de vair. À gauche, un commis mesure une pièce tirée d'un coffre. |
| Les changeurs : Symétrique du panneau de Saint Pierre, en face. En bas, le changeur tient une balance, et les pièces d'or et d'argent sont bien séparées, montrant qu'il s'agit d'une opération de change. Dans les médaillons au-dessus, un changeur et un client se font face. |